# Charlestown Bridge
Die Charlestown Bridge ist die östlichste Brücke über den Charles River in Boston im Bundesstaat Massachusetts der Vereinigten Staaten. Über die Brücke führte früher das südlichste Teilstück der Massachusetts Route 99, die heute an der Chelsea Street im Stadtteil Charlestown endet. Das Bauwerk verbindet den Joe Tecce Way im Süden mit der Rutherford Avenue im Norden. Über die Brücke führt auch der Bostoner Freedom Trail, zu erkennen an der roten Wegmarkierung.

## Geschichte

### Charles River Bridge
Bereits im Jahr 1630 befand sich an dieser Stelle eine von der Regierung genehmigte Fähre, die Passagiere und Material über den Charles River beförderte. Sie wurde von verschiedenen Personen betrieben, bis sie zu ihrer dauerhaften Finanzierung an das Harvard College übereignet wurde.
Die erste, als Ersatz für die Fähre errichtete Brücke war die am 17. Juni 1786 eröffnete Charles River Bridge. Als Bedingung für den Bau der Brücke mussten jährlich £ 200 an das Harvard College gezahlt werden, um die entgangenen Einnahmen durch den Verlust des Fährbetriebs auszugleichen. Die Brücke wurde von Privatpersonen finanziert, errichtet und betrieben, was vorwiegend durch Mautgebühren finanziert wurde, die von jedem entrichtet werden mussten, der die Brücke benutzen wollte. Im Jahr 1792 wurde die West Boston Bridge eröffnet, die das westliche Boston mit Cambridge verband. Als Ausgleich wurde die Verpachtung der Charles River Bridge an ihre Investoren um 30 Jahre verlängert, wenngleich die verdoppelten Mautgebühren an Sonntagen abgeschafft wurden. Das Verkehrsaufkommen auf der Brücke nahm mit der Errichtung des Medford Turnpike im Jahr 1803 deutlich zu.
Als im Jahr 1828 die Warren Bridge in unmittelbarer Nachbarschaft an der Stelle errichtet wurde, wo sich heute der Charles River Dam befindet, strengten die Investoren der Charles River Bridge ein Gerichtsverfahren an und brachten dieses bis vor den United States Supreme Court.

### Charlestown Bridge
Die heutige Brücke wurde Ende des 19. Jahrhunderts vom Ingenieur William Jackson geplant und im Jahr 1900 eröffnet. Über die Brücke führte bis zu ihrem Abriss im Jahr 1975 die Charlestown Elevated.

## In der Kunst
Die Brücke spielt eine Rolle im Spielfilm The Town – Stadt ohne Gnade (2011): Sie wird nach einem Raubüberfall gesperrt.